# Евгения Гуцул
Евгения Гуцул (на гагаузки: Evgeniya Guţul, на румънски: Evghenia Guțul) е молдовска политичка и юристка. Тя е башкан (президент) на автономния регион Гагаузия и служебен член на правителството на Република Молдова от 19 юли 2023 г.

## Биография
Родена е на 5 септември 1986 г. в село Етулия, Молдавска ССР, СССР (днес Гагаузия, Молдова).
През 2023 г. тя е кандидат на изборите за Башкан на Гагаузия от партия „Шор“ (чиято партия е забранена от Конституционният съд известно време след победата). Предизборната ѝ кампания започва две седмици преди изборите, като по време на цялата предизборна кампания получава подкрепа от редица проруски политици, както и руски културни дейци. На първи тур тя получава 26,47%, което е с 0,07% повече от основния ѝ опонент Григорий Узун (подкрепен от Партията на социалистите в Република Молдова), като избирателната активност е 57,8%. Във втория тур, който се провежда на 14 май, тя получава 52,34%, като по този начин печели. Избирателната активност е 54,56%. На 19 юли 2023 г. след полагане на клетва върху Конституцията тя става Башкан на Гагаузия.
През март 2024 г. тя присъства на работно посещение в Русия, където се среща заедно с други личности, с руския президент Владимир Путин. След срещата молдовският президент Мая Санду я изолира от нейните позиции в правителството, позовавайки се на нейни връзки с престъпна група. Прокуратурата на Молдова заявява, че башканът на Гагаузия е замесена в наказателно дело и че са събрани достатъчно доказателства за нейното участие в престъпни деяния, като е разпитвана от прокурори.

## Позиции
Веднага след като печели изборите за Башкан на Гагаузия, тя заявява, че иска да бъде по-близо до Руската федерация, като казва, че партия „Шор“ е проруска. Тя заявява също, че Гагаузия би обявила своята независимост, ако Молдова стане част от Румъния.